# Cadira elèctrica

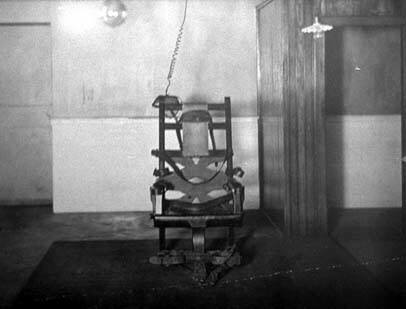
La primera cadira elèctrica, usada en l'execució de William Kemmler el 1890

La cadira elèctrica és una màquina utilitzada per a l'aplicació de la pena de mort. Utilitzada des del segle xix i especialment durant el segle xx en els Estats Units d'Amèrica, encara que també es va usar durant un temps a les Filipines.

## Història
Va ser inventada per Harold P. Brown, un empleat de Thomas Edison, contractat per a investigar el tema de l'electrocució per al desenvolupament de la cadira elèctrica. Com que Brown va treballar per a Edison, i aquest va promoure el treball de Brown, l'invent de la cadira elèctrica sovint s'adjudica, erròniament, al mateix Edison. El disseny de Brown estava basat en el corrent altern (CA), el qual apareixia com l'alternativa al corrent continu (CC) desenvolupada per Edison però menys eficient pel que fa al transport.
El 1886 l'estat de Nova York va establir un comitè per a determinar un nou sistema d'execució que fos més humà i que substituís la forca que era el mètode usat fins llavors. Ni Edison ni Westinghouse van voler que s'elegissin els seus sistemes elèctrics, perquè temien que els consumidors no voldrien tenir a casa seva el mateix tipus de corrent elèctric que servia per a matar criminals.
Aparentment els experiments van donar els seus fruits i la cadira elèctrica de corrent altern es va adoptar pel comitè el 1889.
El primer home executat amb la cadira elèctrica va ser William Kemmler; l'execució es va dur a terme a la presó Auburn de Nova York el 6 d'agost de 1890. La primera dona executada va ser Martha M. Plau, a la presó de Sing Sing el 20 de març de 1899. Ohio va adoptar la cadira elèctrica el 1897, Massachusetts el 1900, Nova Jersey el 1906 i Virgínia el 1908. En poc temps es va convertir en el mètode més generalitzat d'execució als Estats Units, i ho va anar fent fins a mitjans dels anys 1980 cedint davant la popularitat de la cambra de gas que va començar a funcionar en els anys 1950.
El rècord es va fixar en una nit de juliol de 1929 quan set persones van ser executades una després de l'altra a la penitenciària estatal de Kentucky a Eddyville. Aquesta és la major electrocució massiva en la història del país.
Persones importants que van ser executades mitjançant l'electrocució: Julius Rosenberg, Ethel Rosenberg, Ted Bundy i Leon Czolgosz.
La cadira elèctrica va deixar d'utilitzar-se quan els legisladors van buscar altres mètodes d'execució més econòmics i pràctics, a favor de la injecció letal. Diversos estats encara permeten al condemnat escollir entre l'electrocució i la injecció letal, no obstant això molt rarament s'escull l'electrocució. L'última vegada que es va usar la cadira elèctrica va ser el maig de 2004 quan James Neil Tucker va ser electrocutat a Carolina del Sud.
Entre els anys 1924 i 1976 fou el mètode d'execució autoritzat a Etiòpia i a les Filipines.

## Mètode
El presoner condemnat era lligat a la cadira, amb un elèctrode al cap i un altre a la cama. Com a mínim s'aplicaven dues descàrregues elèctriques durant diversos minuts depenent de la persona. El voltatge inicial de més o menys 2 kV servia per a trencar la resistència inicial de la pell i causar inconsciència (o, almenys, això es pretenia). El voltatge s'abaixava per a reduir la quantitat de corrent que fluïa i per a evitar que el presoner es cremés. S'usava un flux de corrent de 8 A. El cos del condemnat arribava a temperatures de 59 °C i el flux del corrent elèctric causava danys severs als òrgans interns.
En principi, la inconsciència ha de produir-se en una fracció de segon. No obstant això, hi ha informes sobre víctimes a les quals se'ls van cremar el cap. En altres casos el transformador es va cremar, la qual cosa implica deixar al reu cridant de dolor en el sòl de la cambra d'execució mentre s'arreglava la cadira. El 1946, la cadira elèctrica no va matar a Willie Francis, que cridava "Parin! Deixin-me respirar!" mentre era executat. El motiu va ser que la cadira havia estat mal instal·lada per un ajudant embriac. El cas va ser dut a la Cort Suprema de Justícia dels Estats Units, (Francis v. Resweber), 329 O.S. 459 (1947). Els advocats del criminal argumentaven que Francis va ser executat tal com ho ordenava la sentència judicial; tanmateix no va morir però igualment es va complir la sentència. L'argument va ser rebutjat i Francis va tornar a la cadira elèctrica l'any següent.
En tot cas, encara que l'execució es porti a terme correctament, sempre es crema una mica de pell i és desagradable per als guàrdies el fet d'haver de separar la pell cremada dels cinturons de la cadira. El reu perd el control dels seus músculs després del primer xoc elèctric i pot arribar a defecar o orinar. Això va dur a un refinament de les cadires més modernes.

## Declinació
Després que Texas adoptés la injecció letal com a mètode d'execució el 1982, l'ús de la cadira elèctrica es va reduir ràpidament. Així, el 2004, els únics llocs en el món que encara utilitzaven la cadira elèctrica com una opció d'execució eren els estats nord-americans d'Alabama, Florida, Nebraska, Carolina del Sud, Tennessee i Virgínia. Amb l'excepció de Nebraska, on es manté com a l'únic mètode d'execució, en els altres estats els condemnats poden triar entre una injecció letal o la cadira elèctrica.
La cadira elèctrica va estar en el centre de la crítica a causa de diverses situacions en les quals les víctimes no van morir instantàniament. Aquestes van haver de ser sotmeses a múltiples xocs elèctrics, duent a una crida per a posar fi a aquesta pràctica, ja que moltes persones la veien com un càstig cruel i innecessari. Amb la voluntat de manejar aquestes inquietuds, el nou protocol d'electrocució de Nebraska estipula que s'ha de sotmetre al condemnat a una descàrrega de 2.450 V durant 15 s; després d'això i una espera de 15 min, un metge verifica si encara hi ha senyals de vida. Prèviament, s'administrava una descàrrega inicial de 2.450 V durant 8 s, seguida d'una pausa d'1 s després del qual s'administrava una descàrrega de 480 V durant 22 s. Després d'una pausa de 20 s, el cicle es repetia tres vegades més. Nebraska manté l'electrocució com el seu únic mètode d'execució degut principalment a la forta oposició que, contra la pena de mort, existeix en la legislació d'aquest estat. Els abolicionistes de la pena de mort en l'estat esperen assolir que l'electrocució sigui catalogada com un càstig cruel i innecessari, deixant a l'estat sense una via legal d'administrar la pena de mort mentre no es legalitzi el mètode de la injecció letal.